# 錫韋爾斯特湖
56°00′44″N 30°50′34″E / 56.01222°N 30.84278°E
錫韋爾斯特湖（俄语：Сиверст），是俄羅斯的湖泊，位於該國西北部，由普斯科夫州負責管轄，處於大盧基區，面積1.4平方公里，集水區面積3.48平方公里，平均水深3米，最大水深8米。